# Henri Camara
Henri Camara (ur. 10 maja 1977 w Dakarze) – senegalski piłkarz występujący na pozycji napastnika.

## Kariera klubowa
Henri Camara zawodową karierę zaczynał w RC Strasbourg. Potem reprezentował barwy kolejno takich klubów jak Neuchâtel Xamax, Grasshoppers Zurych, CS Sedan, Wolverhampton Wanderers, Celtic Glasgow, FC Southampton, Wigan Athletic. W sezonie 2007/2008 przebywał na wypożyczeniu w West Ham United, a w 2009 roku w Stoke City. W 2009 roku został zawodnikiem Sheffield United, a w 2010 roku przeszedł do Atromitosu Ateny, a w 2011 - do Panetolikosu. Grał też w takich greckich klubach jak: AEL Kallonis, PAS Lamia 1964, Apollon Smyrnis, AO Ionikos i Fostiras FC.

## Kariera reprezentacyjna
W reprezentacji Senegalu Camara zadebiutował w 1999 roku. Razem z drużyną narodową występował na Mistrzostwach Świata 2002 w Korei Południowej i Japonii. Obecnie Camara jest rekordzistą pod względem liczby występów oraz strzelonych goli w reprezentacji swojego kraju.